# التدخين في العراق

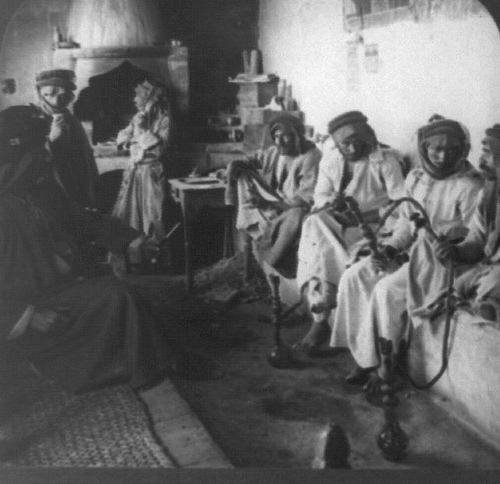
رجال يدخنون النارجيلة في الموصل عام 1914

التدخين في العراق هو سلوك واسع الانتشار ومقبول ثقافياً في المجتمع العراقي. منذ عام 2003، كان هناك ضغط كبير من الحكومة لفرض قواعد صارمة بخصوص التدخين. حيث في عام 2009 أصبح من غير القانوني التدخين في المباني العامة أو حولها، على الرغم من أن الحظر لا يزال غير مرغوب فيه لدى الجمهور العراقي وتنفيذه غير منتظم.
ذكرت دراسة أجريت عام 2015 من قبل دعاة الصحة أن حوالي 55 عراقياً يموتون يومياً بسبب الأمراض المرتبطة بالتبغ. بالمقارنة مع وفاة 10 أشخاص يومياً في العراق بسبب الإرهاب والعنف.

## التاريخ والإنتشار
تاريخياً، كان استهلاك التبغ شائعاً في المنطقة العربية منذ الحقبة الاستعمارية، ولكن انتشاره زاد زيادة كبيرة في العراق منذ الحرب العراقية الإيرانية وما تلاها من حروب وأزمات.
معدل التدخين في العراق هو 31٪ للرجال و4٪ للنساء. التدخين في إقليم كردستان أقل بشكل ملحوظ حيث معدل تدخين هو 15.3٪ مع نسبة 25.1٪ للرجال و2.7٪ للنساء.

## الحظر والشرعية
يُحظر الإعلان عن التبغ نظرياً، ومن غير القانوني التدخين في الأماكن العامة، ولكن هذه القوانين لا تطبق بشكل منتظم، حيث وجد مسح أجرته منظمة الصحة العالمية عام 2015 أن هناك لوحات إعلانية متعددة في جميع أنحاء العاصمة بغداد تروج للتبغ وكذلك في المستشفيات والمدارس. وجد الاستطلاع ذاته أن 13٪ من المناطق العراقية ليس لديها برامج توقيف التدخين التي تهدف إلى مساعدة المدخنين على الإقلاع.
الضرائب التي تفرضها الحكومة على السجائر مرتفعة ولكنها منخفضة نسبياً بنسبة تقل عن 50%؛ حيث تباع معظم العبوات بأقل من دولار أمريكي.

## الرأي العام
معظم العراقيين ينظرون إلى التدخين على أنه وسيلة مقبولة اجتماعياً للتعارف والاسترخاء. ومعظم الزعماء الدينيين يعارضون التدخين ويعتقدون أنه غير إسلامي.

## التدخين تحت أحتلال داعش
كان التدخين ممنوع في المناطق الخاضعة للاحتلال من قبل داعش مع عقوبة قاسية إذا أنتهكت.
في المناطق التي تم تحريرها، أصبح التدخين رمزاً للحرية والأحتفال بهزيمة داعش حيث يشارك الناس علناً السجائر ويدخنون الشيشة في مجموعات كوسيلة للقول بأن داعش قد ذهب.